# Jezioro Rumiańskie
Jezioro Rumiańskie – jezioro w Polsce, położone w województwie warmińsko-mazurskim, w powiecie działdowskim, w gminie Rybno, na terenie Równiny Urszulewskiej. Jest to typowe jezioro rynnowe.

## Hydronimia
Według urzędowego spisu opracowanego przez Komisję Nazw Miejscowości i Obiektów Fizjograficznych (KNMiOF) nazwa tego jeziora to Jezioro Rumiańskie. W różnych publikacjach i na mapach topograficznych jezioro to występuje pod nazwą Rumian.

## Morfometria
Powierzchnia zwierciadła wody według różnych źródeł wynosi od 288,5 ha do 305,8 ha. Zwierciadło wody położone jest na wysokości 151,8-151,9 m n.p.m. lub 151,6 m n.p.m. Średnia głębokość jeziora wynosi 6,5 m, natomiast głębokość maksymalna 14,4 m.
W oparciu o badania przeprowadzone w 1997 roku wody jeziora zaliczono do III klasy czystości.